# Rouffignac-Saint-Cernin-de-Reilhac
Pour les articles homonymes, voir Rouffignac (homonymie) et Saint-Cernin.
Rouffignac-Saint-Cernin-de-Reilhac est une commune française située dans le département de la Dordogne, en région Nouvelle-Aquitaine.

## Géographie

### Généralités
À l'est du département de la Dordogne, la commune de Rouffignac-Saint-Cernin-de Reilhac est arrosée par deux petits affluents de la Vézère, le Manaurie, qui prend sa source à l'ouest du territoire communal et le Vimont qui limite la commune au nord-est. Avec près de 60 km2 de superficie, c'est la huitième commune la plus étendue de la Dordogne, ex æquo avec Sanilhac.
Le bourg de Rouffignac, implanté au croisement des routes départementales 6, 31 et 32, se situe, en distances orthodromiques, quinze kilomètres à l'ouest de Montignac-Lascaux et autant au nord-nord-est du Bugue.
La commune est également desservie à l'ouest par la route départementale 45. Au nord, le territoire communal est traversé par le sentier de grande randonnée GR 36.

### Communes limitrophes
Rouffignac-Saint-Cernin-de-Reilhac est limitrophe de huit autres communes.
| Bassillac et Auberoche              | Fossemagne                         | Bars    |
| Saint-Geyrac                        | Rouffignac-Saint-Cernin-de-Reilhac | Plazac  |
| Saint-Félix-de-Reillac-et-Mortemart | Mauzens-et-Miremont                | Fleurac |

### Géologie et relief

#### Géologie
Situé sur la plaque nord du Bassin aquitain et bordé à son extrémité nord-est par une frange du Massif central, le département de la Dordogne présente une grande diversité géologique. Les terrains sont disposés en profondeur en strates régulières, témoins d'une sédimentation sur cette ancienne plate-forme marine. Le département peut ainsi être découpé sur le plan géologique en quatre gradins différenciés selon leur âge géologique. Rouffignac-Saint-Cernin-de-Reilhac est située dans le troisième gradin à partir du nord-est, un plateau formé de calcaires hétérogènes du Crétacé.
Les couches affleurantes sur le territoire communal sont constituées de formations superficielles du Quaternaire et de roches sédimentaires datant pour certaines du Cénozoïque, et pour d'autres du Mésozoïque. La formation la plus ancienne, notée c4a(Bs), date du Santonien inférieur, composée de marnes à huîtres, calcaires crayeux en plaquettes gris à bryozoaires, puis grès carbonaté et sables jaunes (formation de Boussitran). La formation la plus récente, notée CFvs, fait partie des formations superficielles de type colluvions carbonatées de vallons secs : sable limoneux à débris calcaires et argile sableuse à débris. Le descriptif de ces couches est détaillé dans  les feuilles « no 783 - Thenon » et « no 807 - Le Bugue » de la carte géologique au 1/50 000 de la France métropolitaine, et leurs notices associées,.

Carte géologique de Rouffignac-Saint-Cernin-de-Reilhac.

#### Relief et paysages

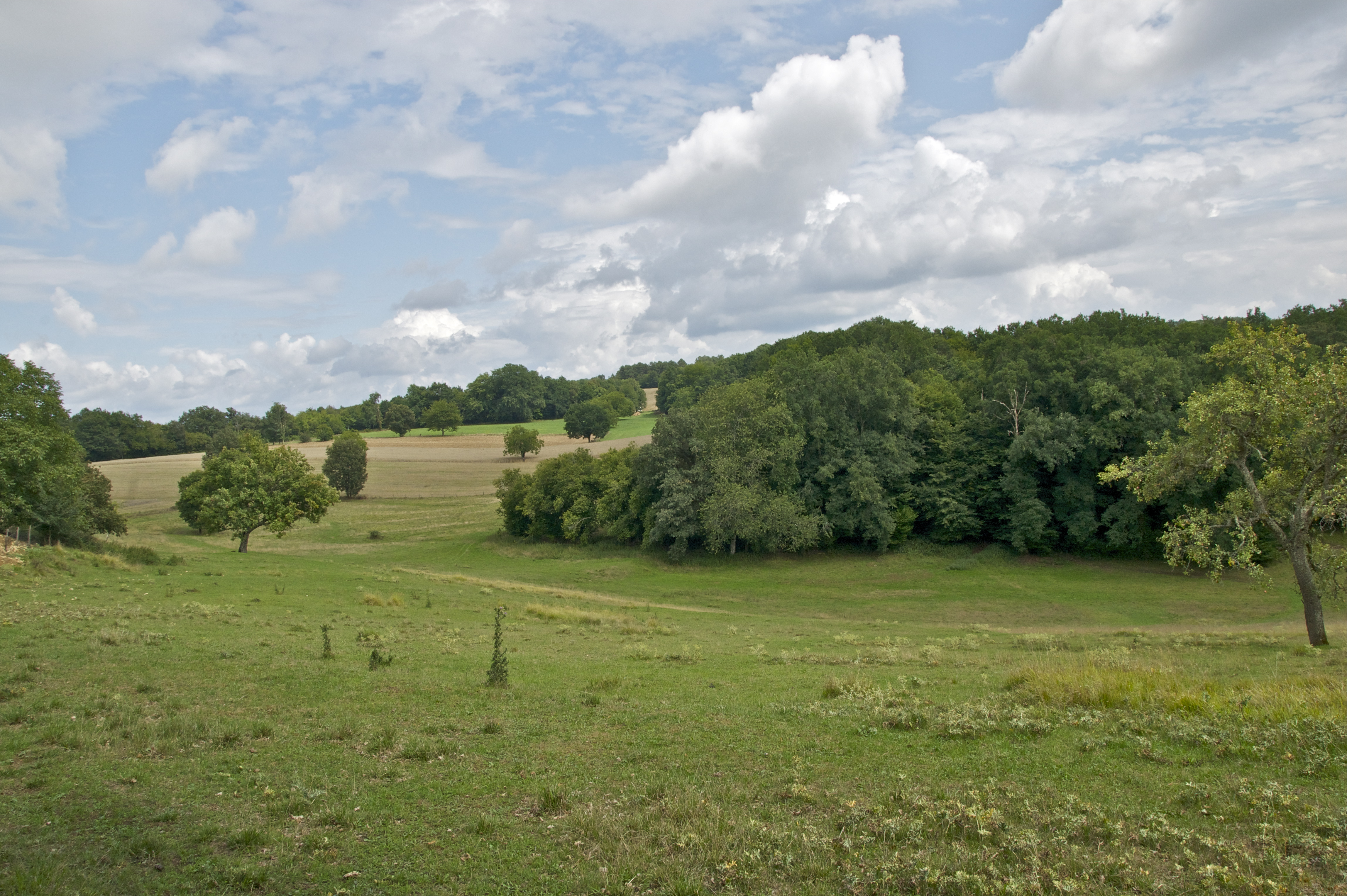
Paysage au niveau du château de l'Herm.

Le département de la Dordogne se présente comme un vaste plateau incliné du nord-est (491 m, à la forêt de Vieillecour dans le Nontronnais, à Saint-Pierre-de-Frugie) au sud-ouest (2 m à Lamothe-Montravel). L'altitude du territoire communal varie quant à elle entre 116 mètres au sud, au lieu-dit le Moulin de la Durantie, là où le Manaurie quitte la commune pour entrer sur celle de Mauzens-et-Miremont, et 304 mètres au nord, au lieu-dit Tronche.
Dans le cadre de la Convention européenne du paysage entrée en vigueur en France le 1er juillet 2006, renforcée par la loi du 8 août 2016 pour la reconquête de la biodiversité, de la nature et des paysages, un atlas des paysages de la Dordogne a été élaboré sous maîtrise d’ouvrage de l’État et publié en octobre 2020. Les paysages du département s'organisent en huit unités paysagères,. La commune fait partie du Périgord noir, un paysage vallonné et forestier, qui ne s’ouvre que ponctuellement autour de vallées-couloirs et d’une multitude de clairières de toutes tailles. Il s'étend du nord de la Vézère au sud de la Dordogne (en amont de Lalinde) et est riche d’un patrimoine exceptionnel.
La superficie cadastrale de la commune publiée par l'Insee, qui sert de référence dans toutes les statistiques, est de 59,90 km2,,. La superficie géographique, issue de la BD Topo, composante du Référentiel à grande échelle produit par l'IGN, est quant à elle de 61,37 km2.

### Hydrographie

#### Réseau hydrographique
La commune est située dans le bassin de la Dordogne au sein du Bassin Adour-Garonne. Elle est drainée par le ruisseau de Manaurie, le ruisseau de Saint-Geyrac, le Labinche, le Vimont et par divers petits cours d'eau, qui constituent un réseau hydrographique de 54 km de longueur totale,.
Le Manaurie, d'une longueur totale de 15,42 km, prend sa source dans la commune, 1,3 kilomètre à l'ouest du bourg de Rouffignac, et se jette en rive droite de la Vézère aux Eyzies. Il arrose la commune en direction du sud sur plus de six kilomètres dont près d'un kilomètre en limite de Mauzens-et-Miremont.
Son affluent de rive gauche le Labinche prend sa source dans le sud-est du territoire communal qu'il arrose sur trois kilomètres.
Le Saint-Geyrac, d'une longueur totale de 20,36 km, prend sa source à Fossemagne et se jette dans le Manoire en rive gauche à Boulazac Isle Manoire (territoire de l'ancienne commune de Saint-Laurent-sur-Manoire),. Il borde la commune au nord sur près de cinq kilomètres et demi, face à Fossemagne, Bassillac et Auberoche et Saint-Geyrac.
Le Vimont, d'une longueur totale de 12,67 km, prend sa source à Bars et se jette dans la Vézère en rive droite, en limite de Tursac et de Peyzac-le-Moustier,. Il sert de limite communale au nord-est sur un kilomètre et demi, face à Plazac.

Réseaux hydrographique et routier de Rouffignac-Saint-Cernin-de-Reilhac.
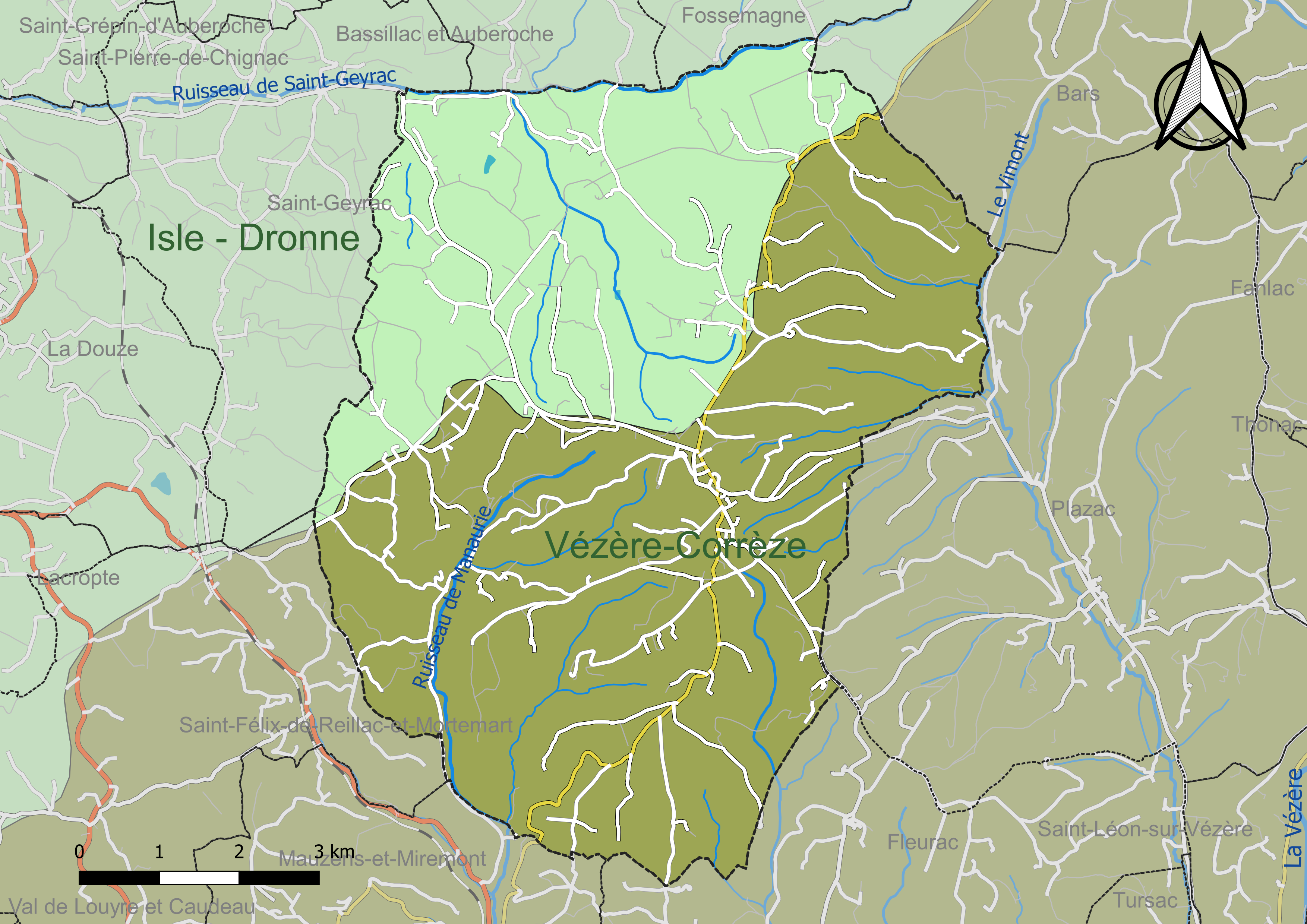
Carte des schémas d'aménagement et de gestion des eaux (SAGE) couvrant le territoire communal de Rouffignac-Saint-Cernin-de-Reilhac.

#### Gestion et qualité des eaux
Le territoire communal est couvert par les schémas d'aménagement et de gestion des eaux (SAGE) « Isle - Dronne » et « Vézère-Corrèze ». Le SAGE « Isle - Dronne », dont le territoire regroupe les bassins versants de l'Isle et de la Dronne, d'une superficie de 7 500 km2, a été approuvé le 2 août 2021. La structure porteuse de l'élaboration et de la mise en œuvre est l'établissement public territorial de bassin de la Dordogne (EPIDOR). Le SAGE « Vézère-Corrèze », dont le territoire regroupe les bassins versants de la Vézère et de la Corrèze, d'une superficie de 3 730 km2 est en cours d'élaboration. La structure porteuse de l'élaboration et de la mise en œuvre est le conseil départemental de la Corrèze. Ils définissent chacun sur leur territoire les objectifs généraux d’utilisation, de mise en valeur et de protection quantitative et qualitative des ressources en eau superficielle et souterraine, en respect des objectifs de qualité définis dans le troisième SDAGE  du Bassin Adour-Garonne qui couvre la période 2022-2027, approuvé le 10 mars 2022.
Du nord-est au sud, environ 60 % du territoire communal concerne les bassins versants du Manaurie et du Vimont, dépendant du SAGE Vézère-Corrèze. Au nord, la zone restante correspond au bassin du Saint-Geyrac et est rattachée au SAGE Isle - Dronne.
La qualité des eaux de baignade et des cours d’eau peut être consultée sur un site dédié géré par les agences de l’eau et l’Agence française pour la biodiversité.

### Climat
Pour des articles plus généraux, voir Climat de la Nouvelle-Aquitaine et Climat de la Dordogne.
Historiquement, la commune est exposée à un climat océanique aquitain.  
En 2020, Météo-France publie une typologie des climats de la France métropolitaine dans laquelle la commune est exposée à un climat océanique altéré et est dans la région climatique  Aquitaine, Gascogne, caractérisée par une pluviométrie abondante au printemps, modérée en automne, un faible ensoleillement au printemps, un été chaud (19,5 °C), des vents faibles, des brouillards fréquents en automne et en hiver et des orages fréquents en été (15 à 20 jours).
Pour la période 1971-2000, la température annuelle moyenne est de 11,9 °C, avec  une amplitude thermique annuelle de 15,1 °C. Le cumul annuel moyen de précipitations est de 976 mm, avec 12,6 jours de précipitations en janvier et 7,3 jours en juillet. Pour la période 1991-2020, la température moyenne annuelle observée sur la station météorologique la plus proche, située sur la commune de Thenon à 12 km à vol d'oiseau, est de 12,9 °C et le cumul annuel moyen de précipitations est de 907,1 mm,. Pour l'avenir, les paramètres climatiques de la commune estimés pour 2050 selon différents scénarios d’émission de gaz à effet de serre sont consultables sur un site dédié publié par Météo-France en novembre 2022.

## Urbanisme

### Typologie
Au 1er janvier 2024, Rouffignac-Saint-Cernin-de-Reilhac est catégorisée commune rurale à habitat très dispersé, selon la nouvelle grille communale de densité à 7 niveaux définie par l'Insee en 2022.
Elle est située hors unité urbaine et hors attraction des villes,.

### Occupation des sols
L'occupation des sols de la commune, telle qu'elle ressort de la base de données européenne d’occupation biophysique des sols Corine Land Cover (CLC), est marquée par l'importance des forêts et milieux semi-naturels (52,5 % en 2018), une proportion sensiblement équivalente à celle de 1990 (52,6 %). La répartition détaillée en 2018 est la suivante : 
forêts (51,7 %), zones agricoles hétérogènes (29 %), prairies (12,5 %), terres arables (4,3 %), zones urbanisées (1,2 %), milieux à végétation arbustive et/ou herbacée (0,8 %), cultures permanentes (0,5 %). L'évolution de l’occupation des sols de la commune et de ses infrastructures peut être observée sur les différentes représentations cartographiques du territoire : la carte de Cassini (XVIIIe siècle), la carte d'état-major (1820-1866) et les cartes ou photos aériennes de l'IGN pour la période actuelle (1950 à aujourd'hui).

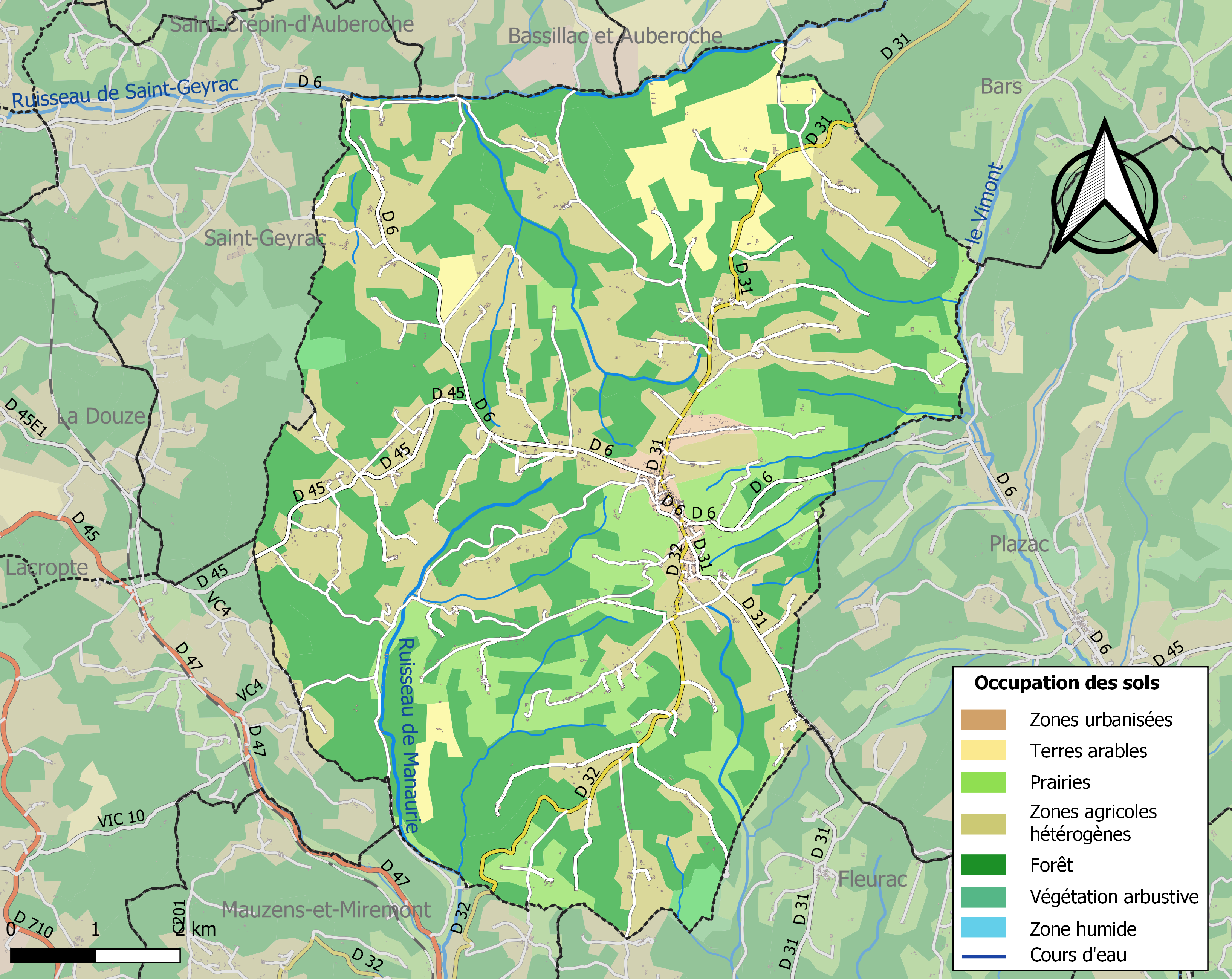
Carte des infrastructures et de l'occupation des sols de la commune en 2018 (CLC).

### Prévention des risques
Le territoire de la commune de Rouffignac-Saint-Cernin-de-Reilhac est vulnérable à différents aléas naturels : météorologiques (tempête, orage, neige, grand froid, canicule ou sécheresse), feux de forêts, mouvements de terrains et séisme (sismicité très faible). Un site publié par le BRGM permet d'évaluer simplement et rapidement les risques d'un bien localisé soit par son adresse soit par le numéro de sa parcelle.
Rouffignac-Saint-Cernin-de-Reilhac est exposée au risque de feu de forêt. L’arrêté préfectoral du 14 mars 2013 fixe les conditions de pratique des incinérations et de brûlage dans un objectif de réduire le risque de départs d’incendie. À ce titre, des périodes sont déterminées : interdiction totale du 15 février au 15 mai et du 15 juin au 15 octobre, utilisation réglementée du 16 mai au 14 juin et du 16 octobre au 14 février. En septembre 2020, un plan inter-départemental de protection des forêts contre les incendies (PidPFCI) a été adopté pour la période 2019-2029,.

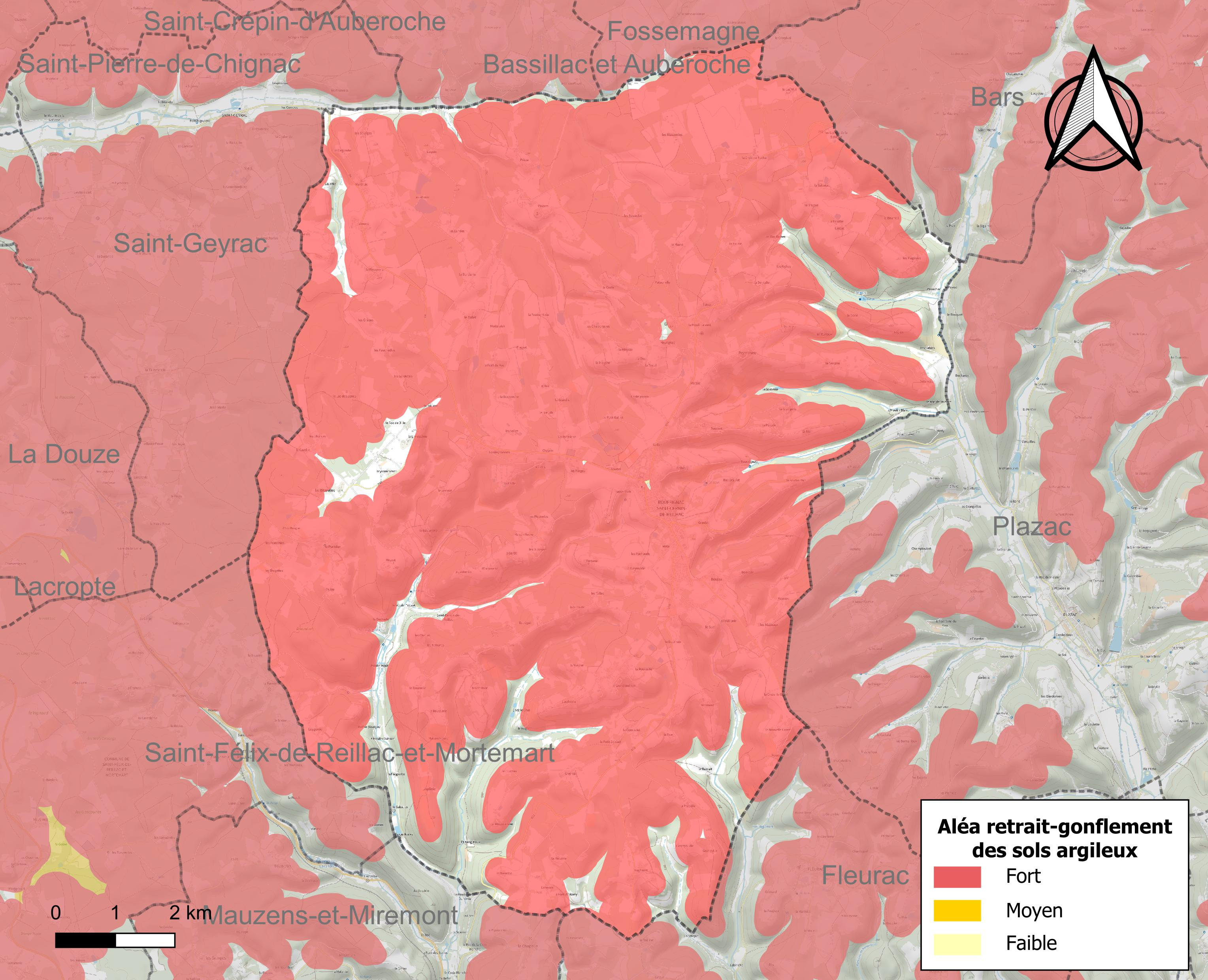
Carte des zones d'aléa retrait-gonflement des sols argileux de Rouffignac-Saint-Cernin-de-Reilhac.

Les mouvements de terrains susceptibles de se produire sur la commune sont des tassements différentiels. Le retrait-gonflement des sols argileux est susceptible d'engendrer des dommages importants aux bâtiments en cas d’alternance de périodes de sécheresse et de pluie. 88,5 % de la superficie communale est en aléa moyen ou fort (58,6 % au niveau départemental et 48,5 % au niveau national métropolitain). Depuis le 1er octobre 2020, en application de la loi ÉLAN, différentes contraintes s'imposent aux vendeurs, maîtres d'ouvrages ou constructeurs de biens situés dans une zone classée en aléa moyen ou fort,.
La commune a été reconnue en état de catastrophe naturelle au titre des dommages causés par les inondations et coulées de boue survenues en 1982, 1983, 1999 et 2008, par la sécheresse en 1989, 1992, 1995, 2005 et 2011 et par des mouvements de terrain en 1999.

## Toponymie
En occitan, la commune porte le nom de Rofinhac e Sent Sarnin de Relhac.

## Histoire

### Préhistoire
La grotte de Rouffignac est une grotte ornée du Magdalénien (plus de 13 000 ans). Il y a la présence sur les parois de mammouths, rhinocéros, bison ainsi que le cheval ou encore le bouquetin. Des griffades d'ours des cavernes présentes sur le site témoignent également d'une occupation vers 40 000 ans avant le présent.

### Antiquité
Pendant l'Antiquité romaine, Rouffignac est parsemé de villas et de latifundia (grands domaines agricoles) sur lesquels travaillent des esclaves. Leur présence se retrouve dans le nom du bois de l’Esclaire, près de Boujou.
Au nord de Rouffignac passait la voie romaine de Lyon à Bordeaux, passant par Brive. Une trace est encore visible à 200 mètres au nord du château de l’Herm.

### Temps modernes
Sur la carte de Cassini représentant la France entre 1756 et 1789, le village de Saint-Cernin-de-Reillac est identifié sous la graphie Saint Sernin de Reillac.
De 1793 à 1801, Rouffignac fut chef-lieu de canton.
Durant la Seconde Guerre mondiale, le 31 mars 1944, l’agglomération, où se trouvait le poste de commandement de la Résistance des Francs-tireurs et partisans (FTPF), a été incendiée et presque entièrement détruite par les éléments de la Division Brehmer, commandée par le général Brehmer. Seule l'église où les Allemands avaient enfermé les femmes et les enfants, et trois maisons voisines ont été épargnées. Pierre Khantine, professeur à l'École navale et résistant, est arrêté puis fusillé dans le cimetière d'Azerat.
Un deuxième incendie est perpétré le 2 avril pour détruire une vingtaine de maisons qui avaient échappé aux flammes. Le martyre de Rouffignac a été officialisé le 5 mars 1945 par la visite du général de Gaulle puis, trois ans plus tard, le 11 novembre 1948, la commune a été décorée de la croix de guerre 1939-1945 avec palme de bronze, distinction également attribuée à dix-huit autres communes de la Dordogne.
En août 1944, le poste de commandement de la Résistance des Francs-tireurs et partisans (FTPF) est installé au château de Laudonie. Les résistants, parmi lesquels Yves Péron, Marcel Serre, et Édouard Valéry, y apprennent le repli des troupes d'occupation à Périgueux, encerclée par les maquis et s'y rendent : Périgueux est libérée.
Au 1er janvier 1973, les anciennes communes de Saint-Cernin-de-Reillac et Rouffignac fusionnent et prennent le nom de Rouffignac-Saint-Cernin-de-Reilhac. Saint-Cernin-de-Reillac conserve le statut de commune associée et, à ce titre, élit un maire délégué qui siège obligatoirement au conseil municipal de Rouffignac-Saint-Cernin-de-Reilhac.

## Politique et administration

### Rattachements administratifs
En 1790, les communes de Saint Cernin et de Rouffignac (chef-lieu) sont rattachées au canton de Rouffignac, lui-même dépendant du district de Montignac,.
En 1800, le canton de Rouffignac et les districts sont supprimés. Saint Cernin devenue Saint-Cernin-de-Reillac dépend désormais du canton du Bugue alors que Rouffignac dépend de celui de Montignac, les deux cantons étant rattachés à l'arrondissement de Sarlat, renommé en arrondissement de Sarlat-la-Canéda en 1965.
La fusion des deux communes au 1er janvier 1973 sous le nom de Rouffignac-Saint-Cernin-de-Reilhac entraîne cette année-là leur regroupement au seul canton de Montignac.
En 2001, Rouffignac-Saint-Cernin-de-Reilhac intègre dès sa création la communauté de communes Terre de Cro-Magnon. Celle-ci disparaît le 31 décembre 2013, remplacée au 1er janvier 2014 par une nouvelle intercommunalité élargie, la communauté de communes de la Vallée de l'Homme.

### Administration municipale
La population de la commune étant comprise entre 1 500 et 2 499 habitants au recensement de 2017, dix-neuf conseillers municipaux ont été élus en 2020,.

### Liste des maires

#### Rouffignac
| Période                                  | Période | Identité     | Étiquette | Qualité |
| ---------------------------------------- | ------- | ------------ | --------- | ------- |
| Les données manquantes sont à compléter. |         |              |           |         |
|                                          |         |              |           |         |
| 1966                                     | 1972    | Louis Carret |           |         |

#### Rouffignac-Saint-Cernin-de-Reilhac
| Période                                  | Période   | Identité          | Étiquette | Qualité                                                                                           |
| ---------------------------------------- | --------- | ----------------- | --------- | ------------------------------------------------------------------------------------------------- |
| Les données manquantes sont à compléter. |           |                   |           |                                                                                                   |
| 1973                                     | 1977      | Louis Carret      |           |                                                                                                   |
| 1977                                     | mars 2008 | Jean-Gérard Faure | RPR-UMP   | Agent général d'assurances Président de la communauté de communes Terre de Cro-Magnon (2001-2008) |
| mars 2008                                | juin 2011 | Jean-Yvon Lansade | PS        | Retraité de La Poste                                                                              |
| août 2011                                | mars 2014 | Georges Mazeau    | PS        |                                                                                                   |
| mars 2014 (réélu en mai 2020)            | En cours  | Raymond Marty     |           |                                                                                                   |

### Jumelages

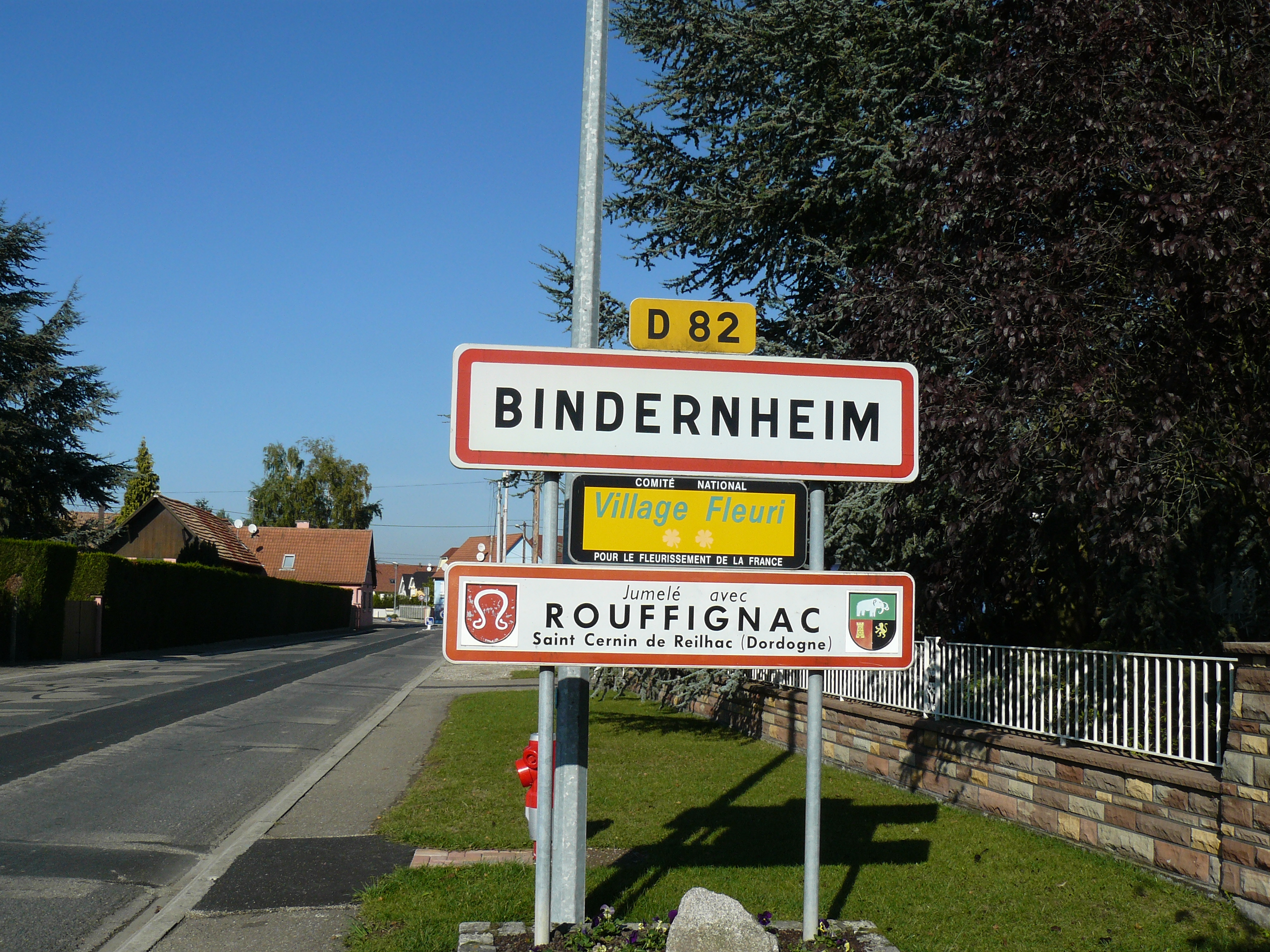
Panneau de jumelage à Bindernheim.

- Bindernheim, Bas-Rhin (France) depuis 1990[58].
- Moustoir-Ac, Morbihan (France) depuis 2025[59].

## Équipements et services publics

### Justice
Dans le domaine judiciaire, Rouffignac-Saint-Cernin-de-Reilhac relève : 
- du tribunal judiciaire, du tribunal pour enfants, du conseil de prud'hommes et du tribunal de commerce de Périgueux ;
- du pôle Nationalité du tribunal judiciaire de Périgueux (compétent uniquement dans le domaine de la nationalité) ;
- de la cour d'appel, du tribunal administratif et de la  cour administrative d'appel de Bordeaux.

## Population et société

### Démographie
Jusqu'en 1972, les communes de Saint-Cernin-de-Reillac et Rouffignac étaient indépendantes. Au 1er janvier 1973, les deux communes entrent en fusion-association, Rouffignac prenant le nom de Rouffignac-Saint-Cernin-de-Reilhac.
Les habitants de Rouffignac-Saint-Cernin-de-Reilhac se nomment les Rouffignacois.

#### Démographie de Rouffignac, puis de Rouffignac-Saint-Cernin-de-Reilhac
L'évolution du nombre d'habitants est connue à travers les recensements de la population effectués dans la commune depuis 1793. Pour les communes de moins de 10 000 habitants, une enquête de recensement portant sur toute la population est réalisée tous les cinq ans, les populations de référence des années intermédiaires étant quant à elles estimées par interpolation ou extrapolation. Pour la commune, le premier recensement exhaustif entrant dans le cadre du nouveau dispositif a été réalisé en 2004.

En 2022, la commune comptait 1 662 habitants, en évolution de +4,53 % par rapport à 2016 (Dordogne : +0,37 %, France hors Mayotte : +2,11 %).
| 1793  | 1800  | 1806  | 1821  | 1831  | 1836  | 1841  | 1846  | 1851  |
| ----- | ----- | ----- | ----- | ----- | ----- | ----- | ----- | ----- |
| 2 265 | 1 911 | 1 955 | 1 965 | 2 430 | 2 428 | 2 502 | 2 600 | 2 549 |

| 1856  | 1861  | 1866  | 1872  | 1876  | 1881  | 1886  | 1891  | 1896  |
| ----- | ----- | ----- | ----- | ----- | ----- | ----- | ----- | ----- |
| 2 561 | 2 640 | 2 636 | 2 305 | 2 344 | 2 306 | 2 533 | 2 515 | 2 220 |

| 1901  | 1906  | 1911  | 1921  | 1926  | 1931  | 1936  | 1946  | 1954  |
| ----- | ----- | ----- | ----- | ----- | ----- | ----- | ----- | ----- |
| 2 006 | 2 013 | 2 094 | 1 769 | 1 825 | 1 619 | 1 619 | 1 526 | 1 544 |

| 1962  | 1968  | 1975  | 1982  | 1990  | 1999  | 2004  | 2006  | 2009  |
| ----- | ----- | ----- | ----- | ----- | ----- | ----- | ----- | ----- |
| 1 608 | 1 439 | 1 474 | 1 429 | 1 465 | 1 484 | 1 503 | 1 537 | 1 552 |

| 2014  | 2019  | 2022  | - | - | - | - | - | - |
| ----- | ----- | ----- | - | - | - | - | - | - |
| 1 564 | 1 628 | 1 662 | - | - | - | - | - | - |

### Manifestations culturelles et festivités
- En mai ou juin, fête votive lors du week-end de la Pentecôte[65].

- Fête de la Saint-Roch sur un week-end d'août[66]

### Sports
En football, une association s'est créée en 2007 avec la commune de Plazac, le club commun prenant le nom d'Association sportive Rouffignac/Plazac (ASRP), même après que Plazac a reformé une équipe de football deux ans plus tard. À compter de la saison 2022-2023, le club de Rouffignac évoluera en départementale 3 et prendra le nom Rouffignac olympique club (ROC).

### Medias
- Zoom Radio 95.9, émetteur de Rouffignac Périgord noir avec un programme spécifique de 4h15 par jour.

## Économie

### Emploi
En 2015, parmi la population communale comprise entre 15 et 64 ans, les actifs représentent 636 personnes, soit 40,2 % de la population municipale. Le nombre de chômeurs (88) a augmenté par rapport à 2010 (74) et le taux de chômage de cette population active s'établit à 13,8 %.

### Établissements
Au 31 décembre 2015, la commune compte 206 établissements, dont 114 au niveau des commerces, transports ou services, vingt-sept dans la construction, vingt-sept dans l'agriculture, la sylviculture ou la pêche, vingt-trois relatifs au secteur administratif, à l'enseignement, à la santé ou à l'action sociale, et quinze dans l'industrie.

## Culture locale et patrimoine

### Lieux et monuments

#### Patrimoine civil
- La grotte de Rouffignac (ou grotte du Cro de Granville) offre des gravures et dessins vieux de plus de 13 000 ans, représentant bisons, chevaux, rhinocéros, bouquetins et 150 mammouths. On y retrouve l'habitat de l'ours des cavernes avec ses griffades et ses bauges. La grotte, ouverte à la visite, se découvre dans un petit train électrique qui s'enfonce jusqu'à un kilomètre sous terre. Elle est classée au titre des monuments historiques depuis 1957[71].
- Le dolmen du Cayre au lieu dit le Cayre, un kilomètre à l'ouest du bourg de Rouffignac, près de la route qui mène au hameau de la Faille, date du Néolithique[72].
- Le château de l'Herm[73], inscrit au titre des monuments historiques en 1927 puis 2021, finalement classé en 2022[74], est visitable. Construit au début du XVIe siècle, le château est abandonné à la suite de nombreux crimes. Plus tard, Eugène Le Roy y place le décor de son roman Jacquou le Croquant, adapté à la télévision en 1969 et au cinéma en 2007. Aujourd’hui ce site revit grâce aux travaux de protection entrepris, aux recherches historiques et archéologiques et aux concerts qui animent le lieu l’été.
- Le château du Cheylard (ou du Chaylard) a été bâti aux XVe et XVIe siècles[75]. Il est successivement propriété de la famille de Calvimont  au XVIe siècle, des Lamberterie au XVIIIe siècle puis des Pinard-Legry[76]. qui le transforment en domaine viticole, des Bardet en 1931 puis des Nolan en 2020[75]. Le 31 mars 1944, il subit un incendie[75].
- L'école primaire de la ville porte le nom d'un résistant, Pierre Khantine.

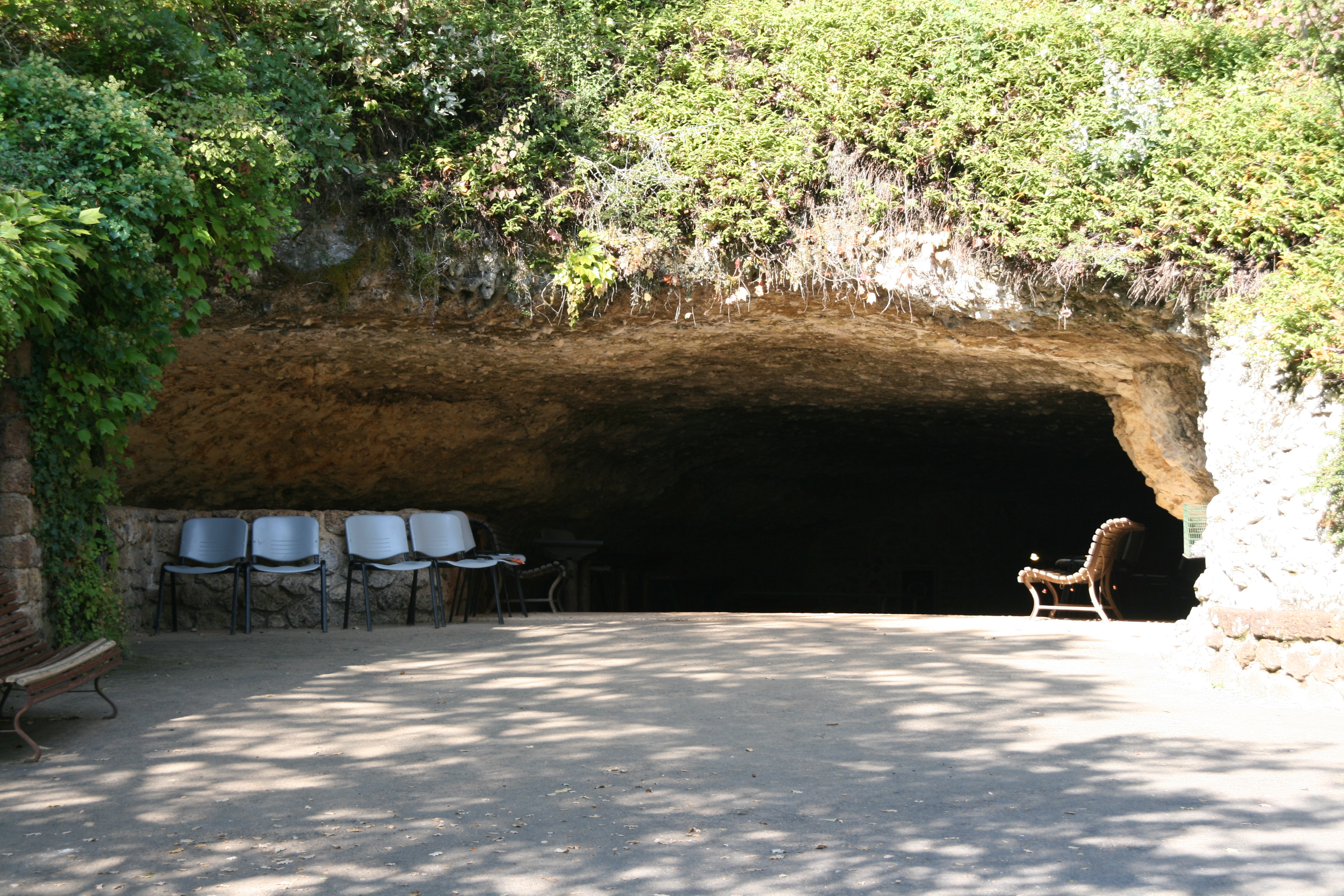
L'entrée de la grotte de Rouffignac.
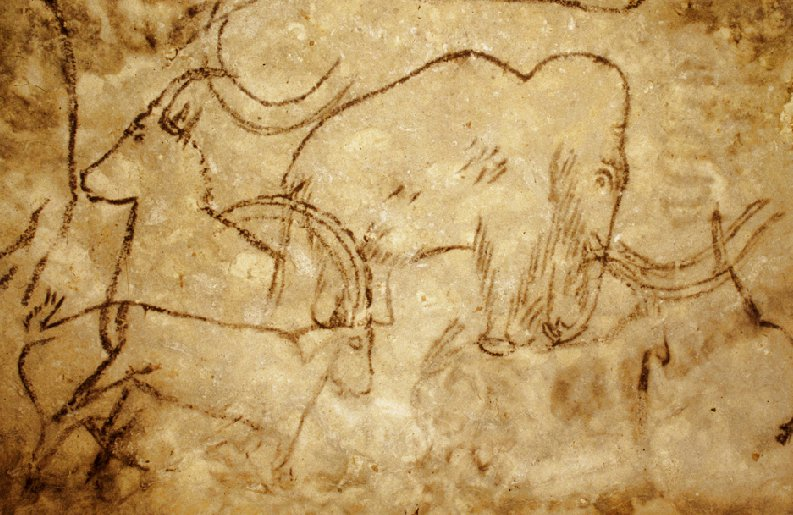
Dessins représentant des bouquetins et un mammouth.
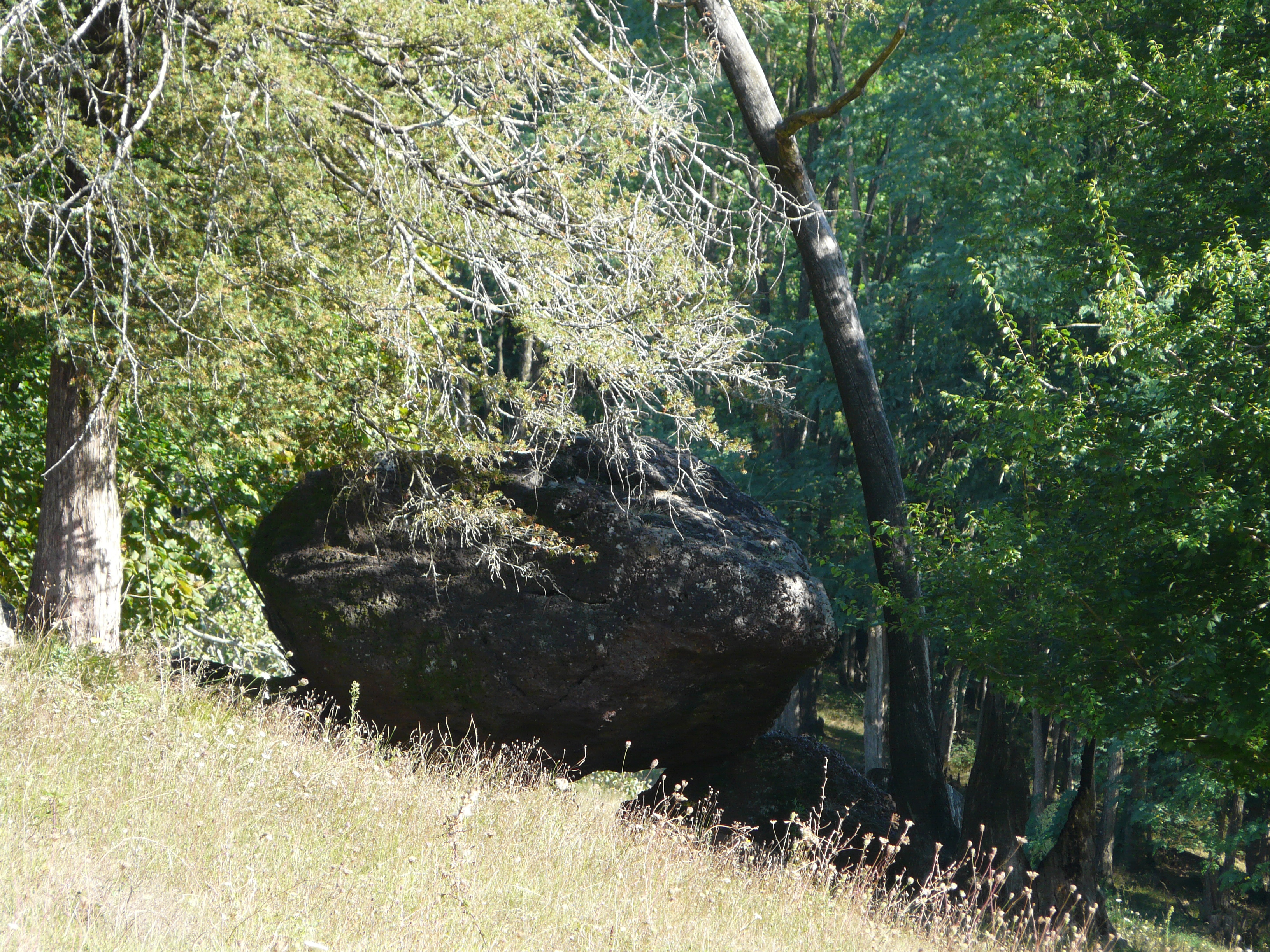
Le dolmen du Cayre.
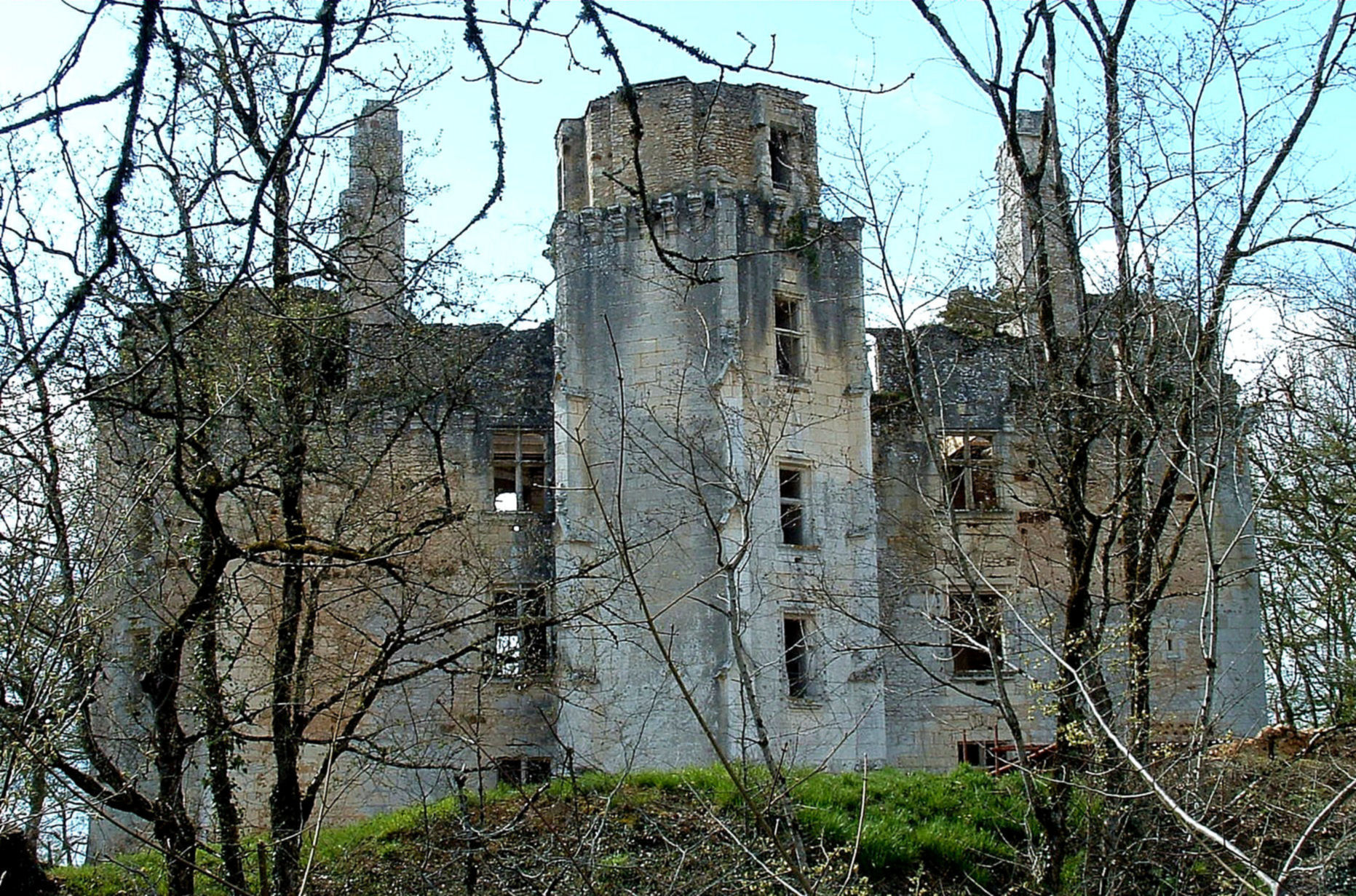
Le château de l'Herm avant sa restauration.
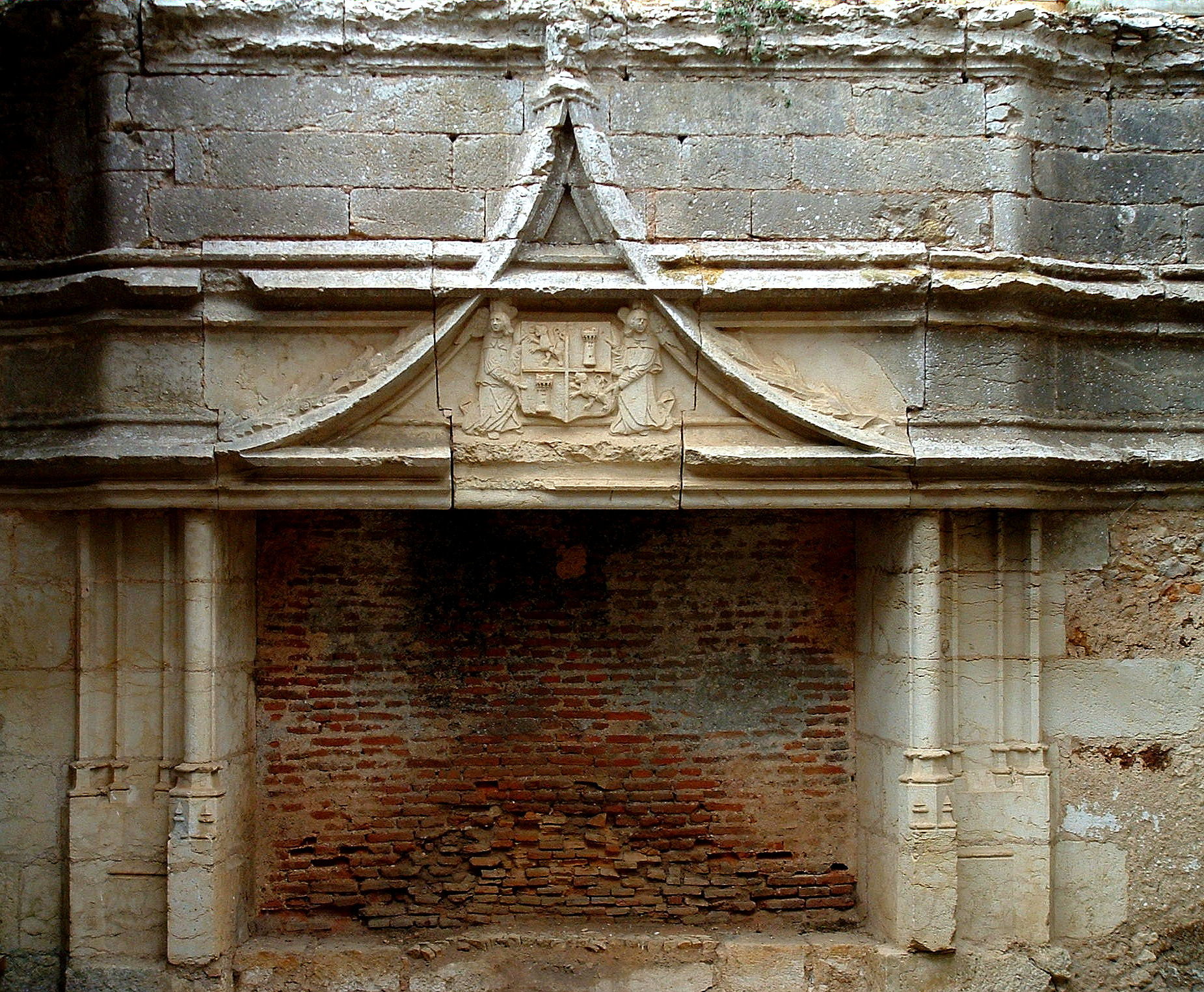
Cheminée du logis.
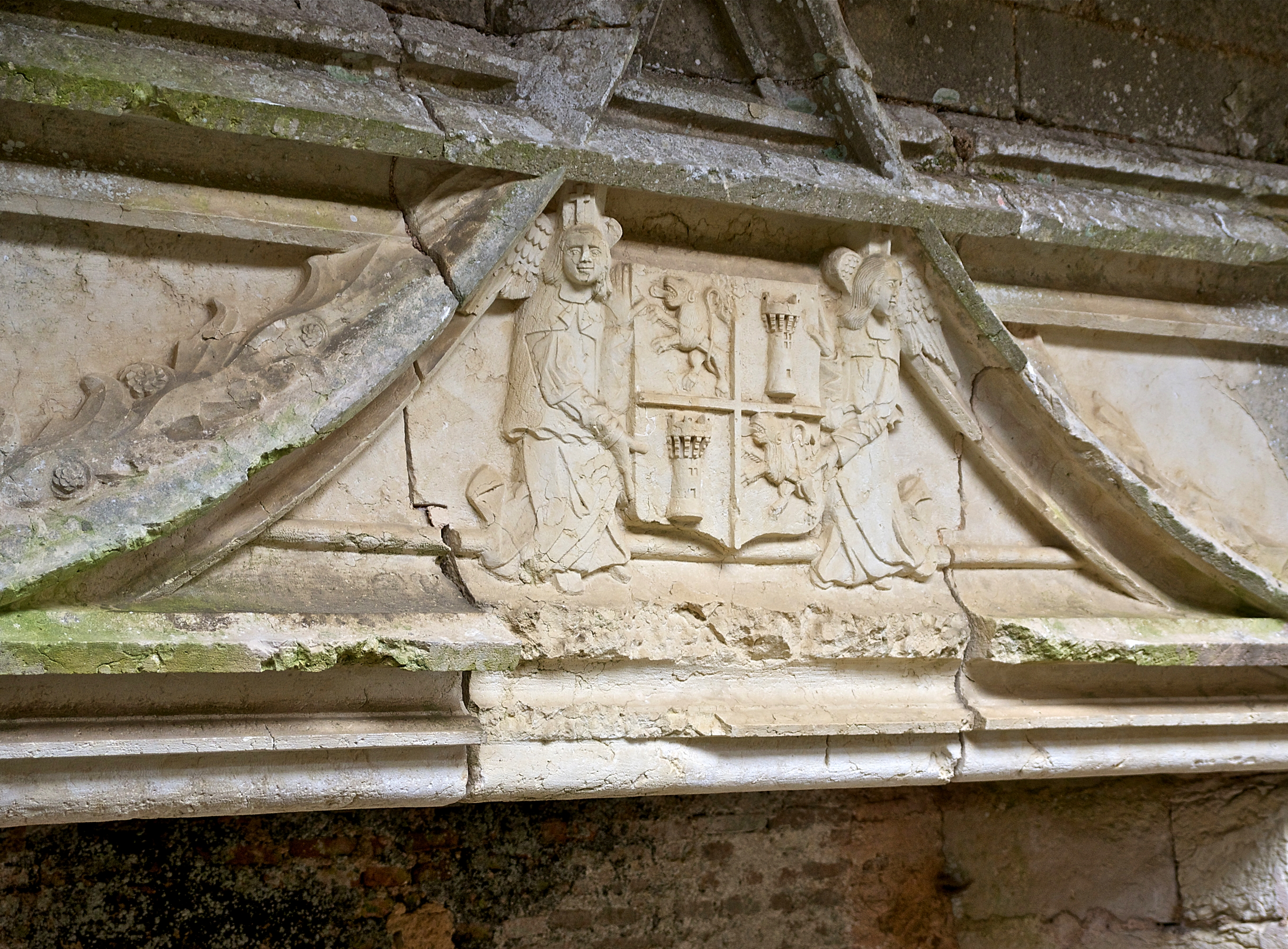
Les armes de la famille de Calvimont, au-dessus de la cheminée.
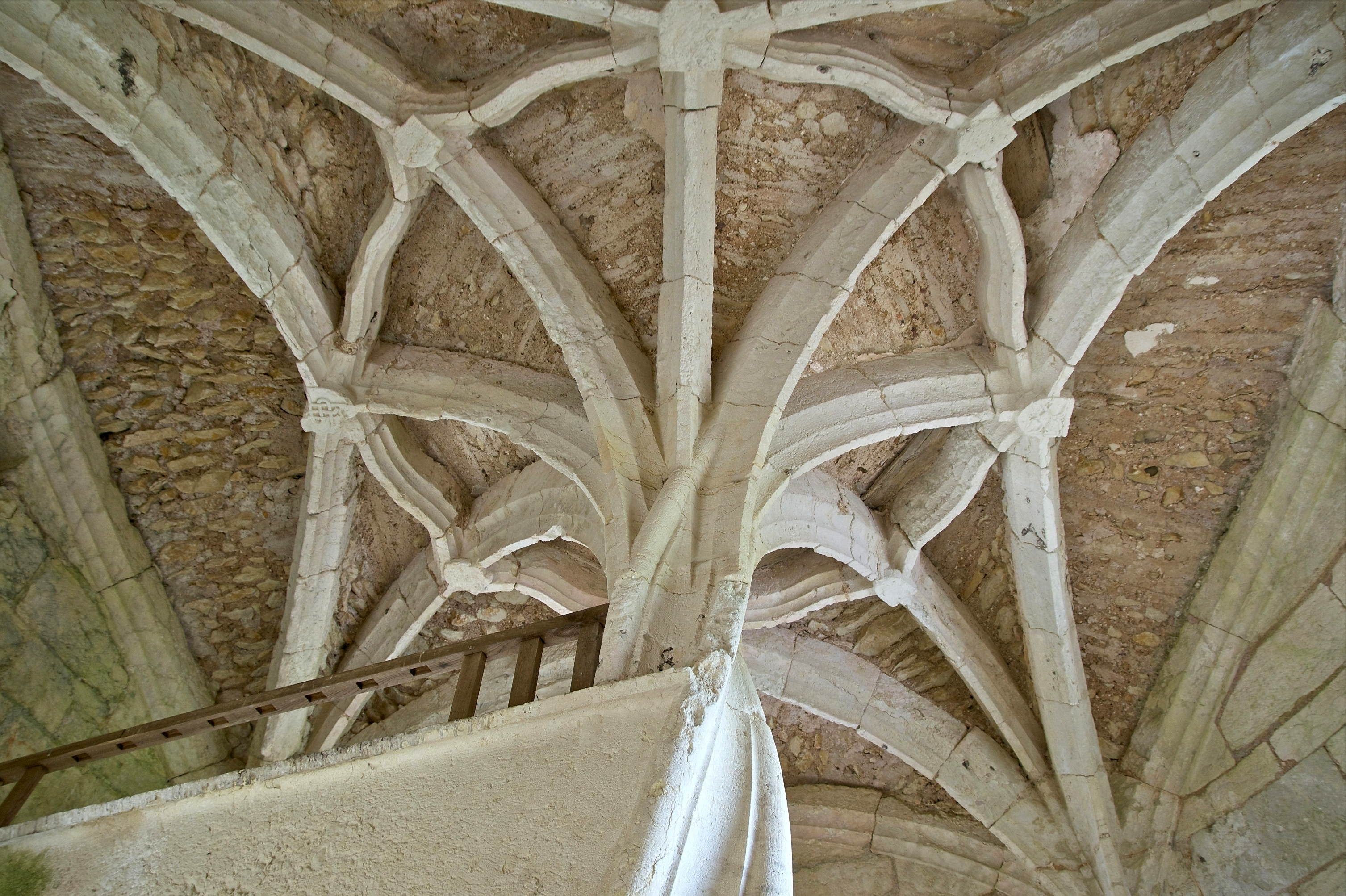
La voûte de l'escalier en spirale.

#### Patrimoine religieux
- L'église Saint-Germain-de-Paris de Rouffignac[77], édifice de style roman, s'ouvre  sur un portail de la première Renaissance décoré de chapiteaux corinthiens et surplombé d'un linteau sculpté. L'intérieur gothique flamboyant présente deux travées voûtées d'ogives cernées de colonnes à moulures en hélice. Elle est classée au titre des monuments historiques en 1900[78].
- L'église Saint-Saturnin de Saint-Cernin-de-Reillac, bâtie en grès rouge, présente un clocher-mur.

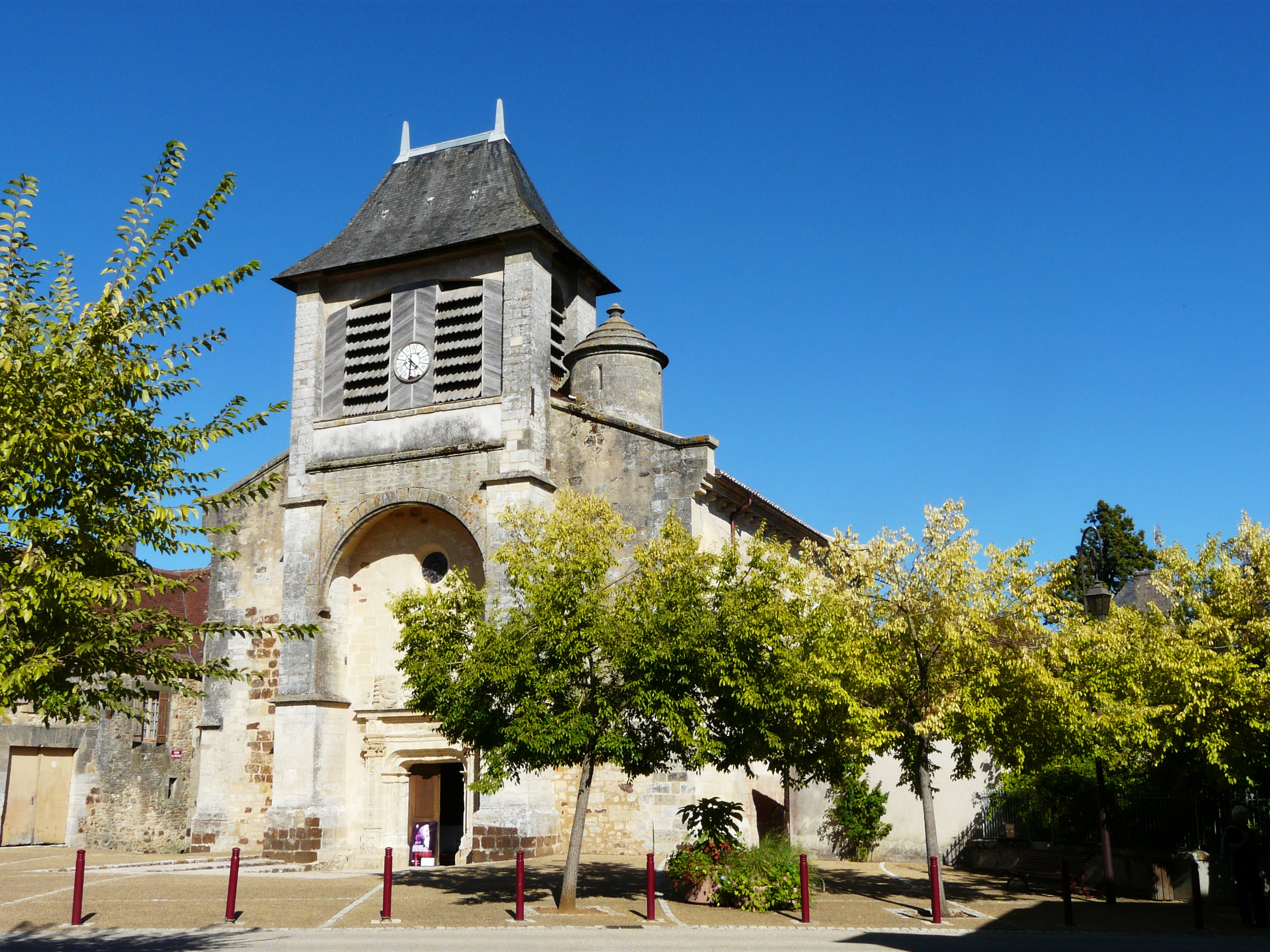
L'église Saint-Germain-de-Paris de Rouffignac.
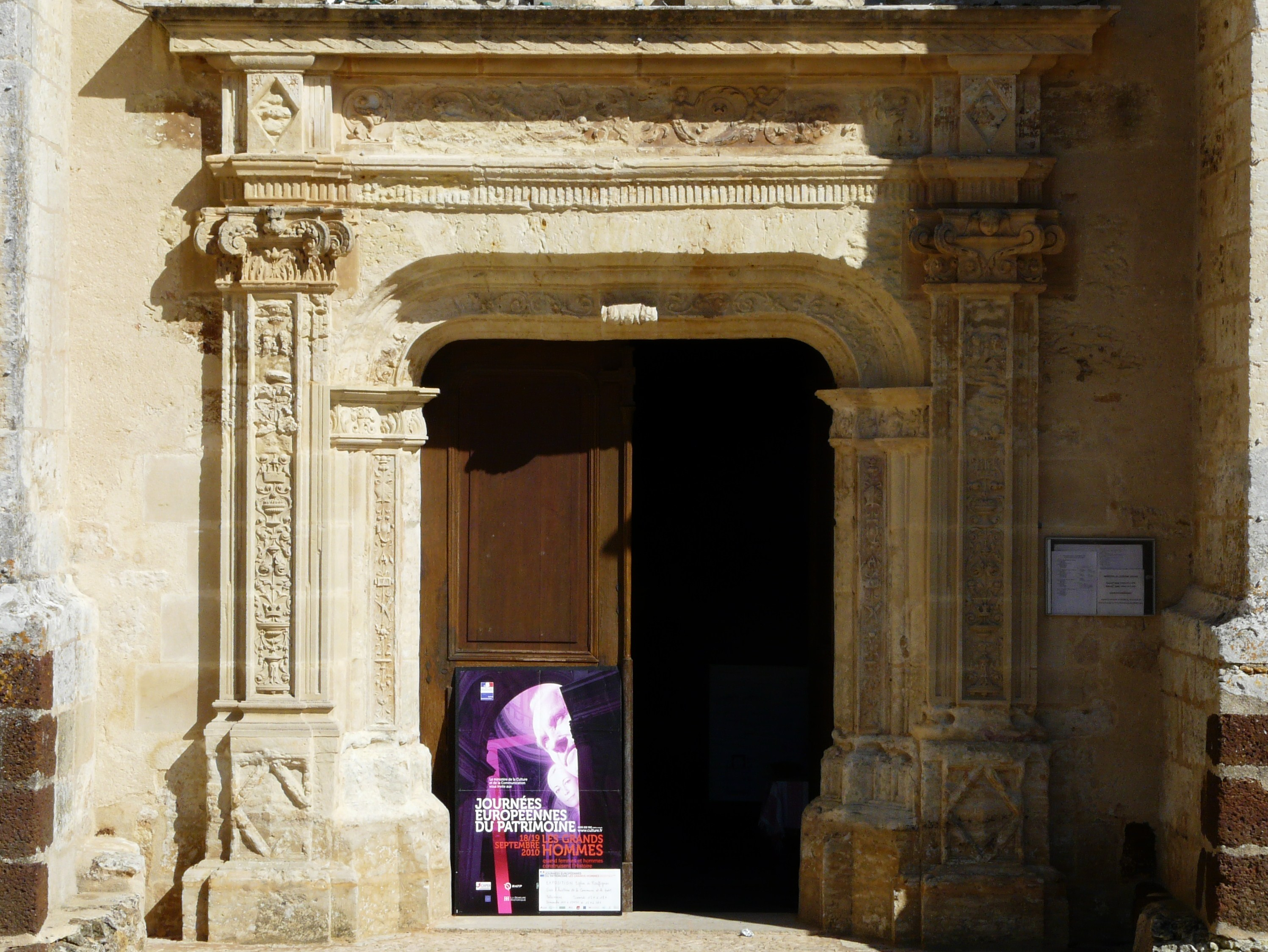
Son portail.
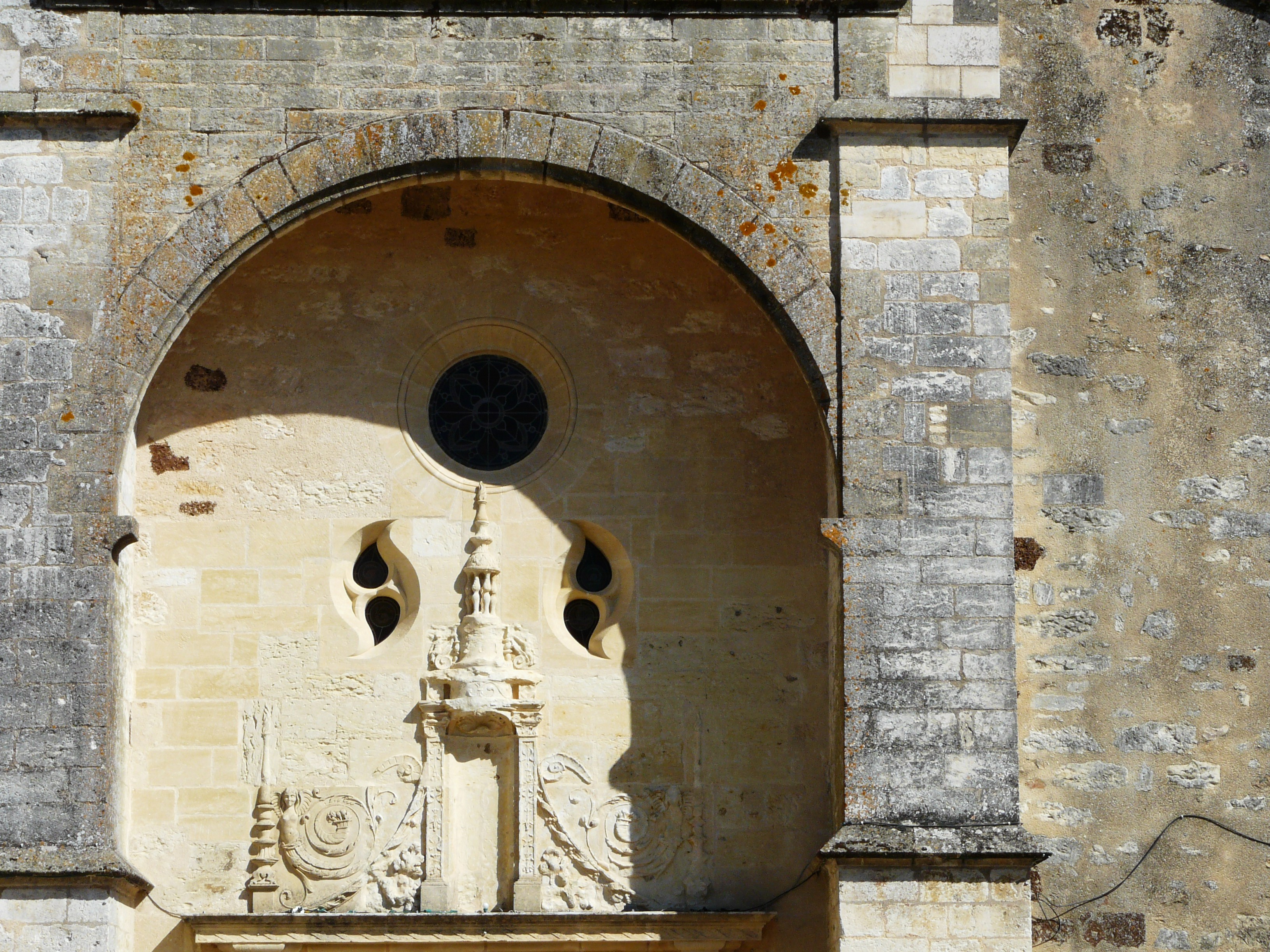
Le décor au-dessus du portail.
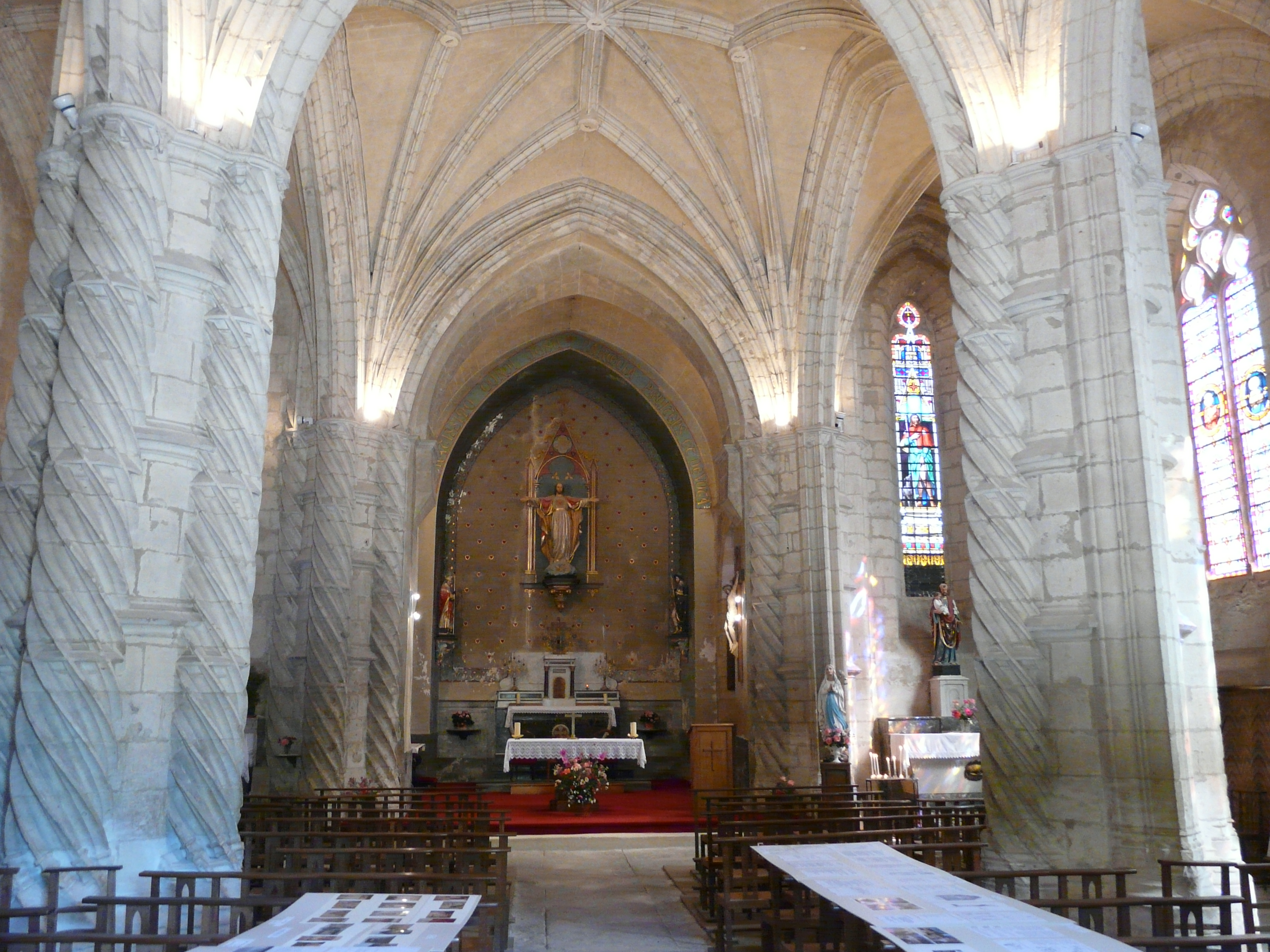
Sa nef avec les piliers torsadés.
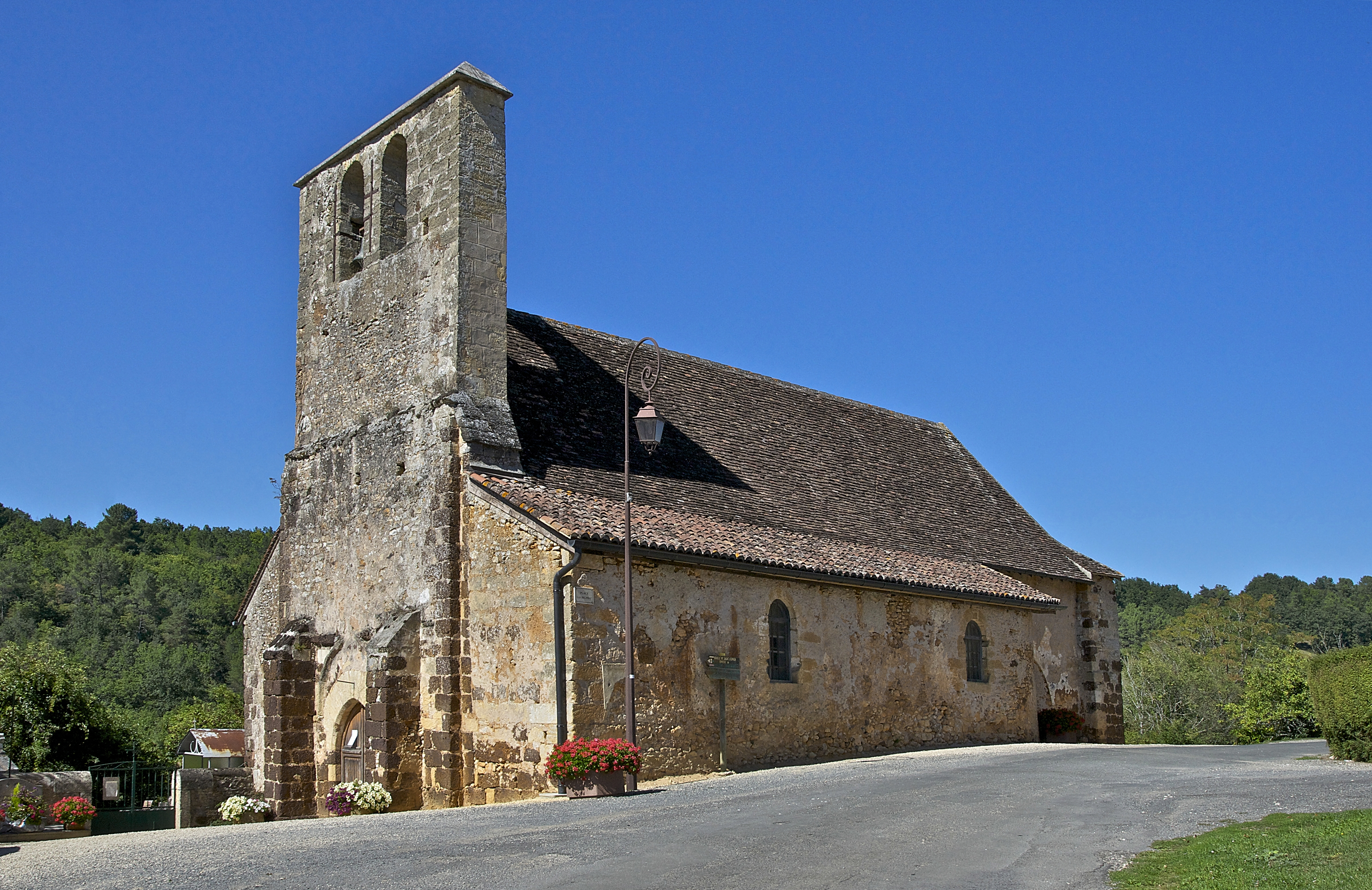
L'église Saint-Saturnin de Saint-Cernin-de-Reillac.
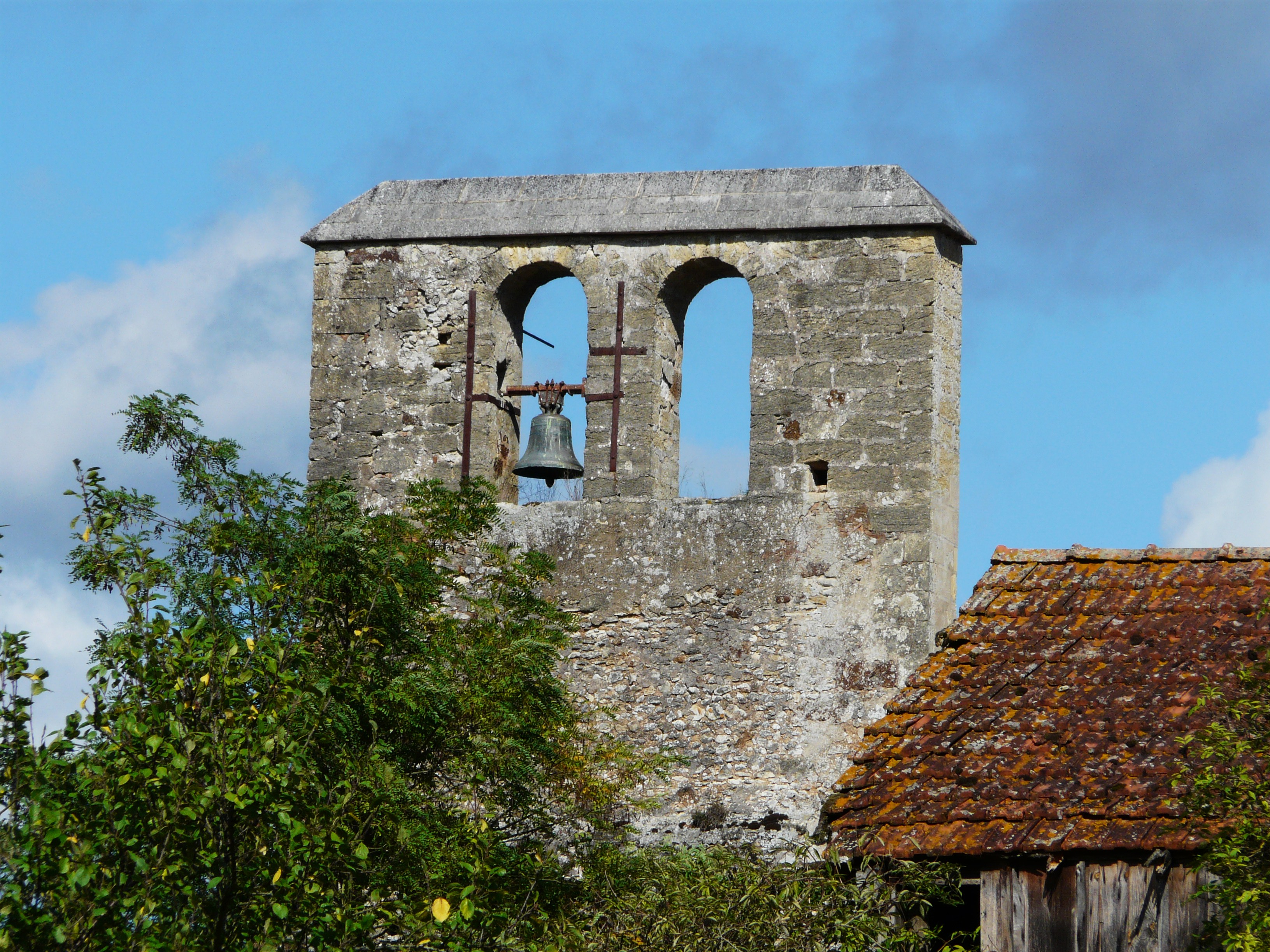
Son clocher-mur.
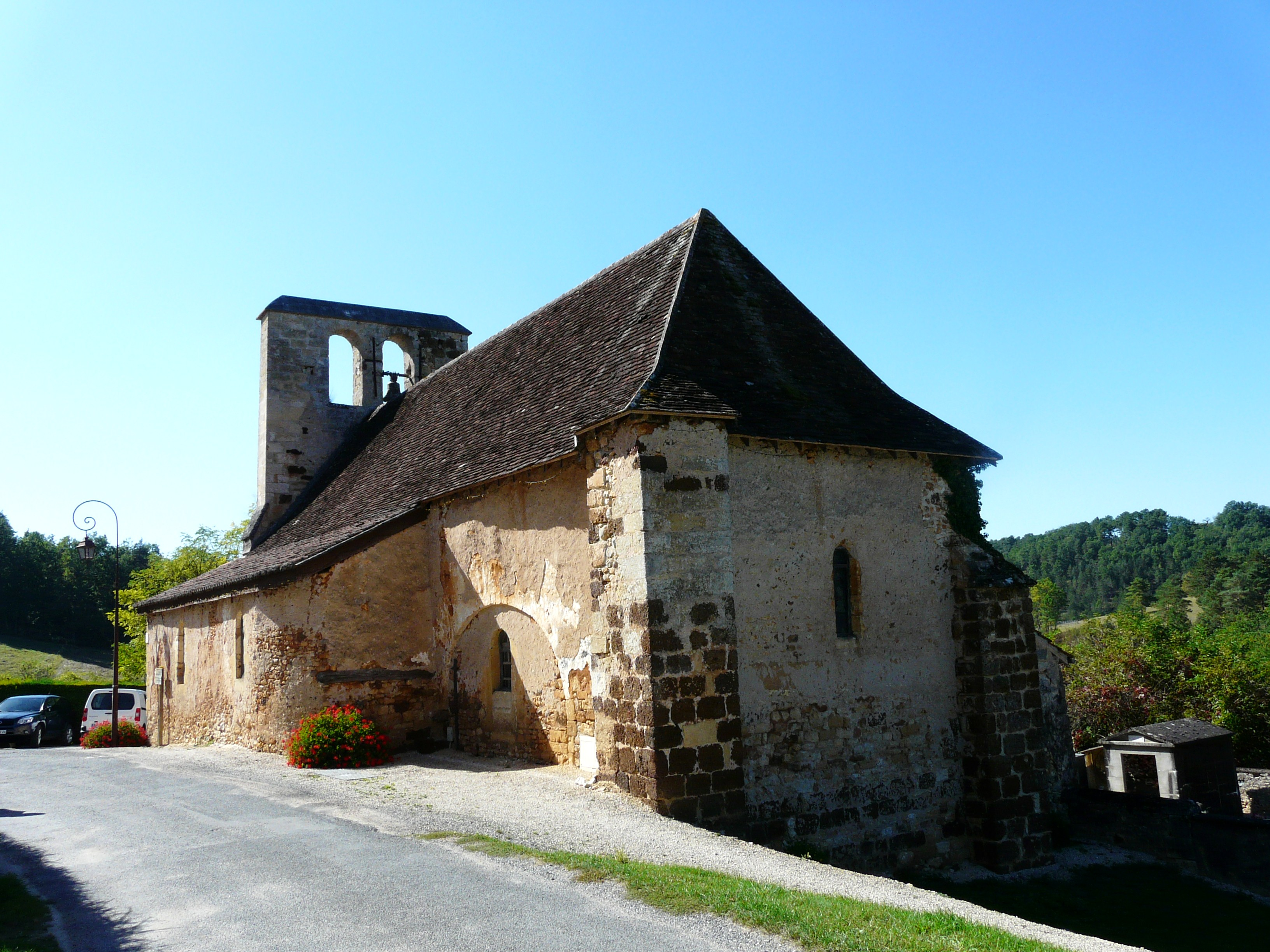
Son chevet plat.

### Personnalités liées à la commune
- Jean-Émile Roger (1831-1907), homme politique né et mort à Rouffignac[79].
- Jean-Marc Pompougnac dit « Pompon » (1929-2001), né à Rouffignac, animateur de l'émission La Classe présentée par Fabrice et diffusée de 1988 à 1992 sur FR3.
- Alain Hédal, vétéran du 3e Bataillon colonial de commandos parachutistes, qui laissa les trois cinquièmes de ses effectifs en terre indochinoise.
- Tamara Volkonskaïa (ou Wolkonski), née Chirinsky-Sahmatoff, à Saint-Pétersbourg (Russie), le 11 août 1895. Décédée à Plazac (Dordogne) le 2 juin 1967. Figure longtemps énigmatique[80], son itinéraire a été dressé par les historiens Jean-Jacques Gillot, Jacques Lagrange et Michel Maureau (L'Épuration en Dordogne selon Doublemètre, Les Communistes en Périgord et Résistants du Périgord). On la trouve aussi dans les mémoires de guerre du résistant Pierre Kitiaschvili, également  évoqué dans les deux derniers ouvrages.
- Edmond Lablénie (1907-1993). professeur agrégé de lettres, chargé de cours d'agrégation au CNTE, résistant, ancien président du Front national universitaire (FNU), de l'union française universitaire (UFU) et de l'association des anciens combattants de la résistance de l'Éducation nationale (ACREN). En 1944, après les incendies perpétrés par les troupes allemandes, il intervint auprès du ministre de la Reconstruction pour l'envoi de baraquements en bois et ensuite pour que la reconstruction des écoles de Rouffignac — dont le maire Fernand Lablénie était son oncle — fasse partie de la première tranche de priorité en 1947[81].

### Distinctions culturelles
Rouffignac-Saint-Cernin-de-Reilhac fait partie des communes ayant reçu l’étoile verte espérantiste, distinction remise aux maires de communes recensant des locuteurs de la langue construite espéranto.

### Héraldique
| Blason de Rouffignac-Saint-Cernin-de-Reilhac | Blason  | Parti: au 1er de gueules à la tour d'or, ouverte du champ et maçonnée de sable, au 2e de sable au lion d'or; au chef de gueules chargé de l'inscription «ROUFFIGNAC » en lettre capitales d'argent, soutenue de l'inscription du même « SAINT-CERNIN DE REILHAC » en lettres capitales plus petites, les inscriptions au-dessus d'une champagne cousue de sable; à l'écusson de gueules chargé de la croix de guerre 1939-1945 appendue en chef, l'écusson brochant sur le chef et la partition. |
| Blason de Rouffignac-Saint-Cernin-de-Reilhac | Détails | Le statut officiel du blason reste à déterminer. |

## Pour approfondir